# Riwat
Riwat est un site préhistorique situé près du village de Rawat (Murree) (en), près de Rawalpindi, dans la vallée de la Soan, dans la province du Pendjab, au Pakistan. Il a livré une industrie oldowayenne datée d'environ 1,9 million d'années, qui représente l'une des plus anciennes traces humaines connues hors d'Afrique. Un site voisin, appelé Riwat site 55, montre une occupation plus récente, datée d'environ 45 000 ans avant le présent (AP).

## Historique
Le site de Riwat a été découvert en 1983 par la Mission archéologique britannique au Pakistan, dirigée par F. Raymond Allchin et Bridget Allchin (1977–1987), puis par Robin Dennell (en) (1988–1999). Au début des années 1980, la mission a entrepris d'enquêter sur les premières périodes de la préhistoire du Pakistan, alors mal comprises, en s'appuyant sur les travaux d'Helmut de Terra (en) avec Teilhard de Chardin,, et  Thomas T. Paterson (en) effectués dans les années 1930. L'une des localités décrites par de Terra,  et Paterson était un endroit près du village de Rawat où l'on pouvait trouver des dépôts de quartzite du Pléistocène porteurs d'artéfacts, dans les débris d'érosion des crêtes et des pentes de la vallée de la Soan. Revisitant le site, qu'ils ont appelé Riwat site 55, en 1983, la mission a découvert des outils lithiques préhistoriques en bon état, et a donc décidé d'ouvrir une fouille, qui a été menée pendant deux saisons par Robin Dennell et l'archéologue pakistanais M. Halim. Le site a été daté du début du Paléolithique supérieur, il y a environ 45 000 ans,,.
Dans le même temps, Dennell, en collaboration avec la géologue Helen Rendell, a entrepris d'explorer la zone autour de Riwat pour trouver d'autres sites paléolithiques potentiels. Ils ont relevé plusieurs trouvailles qui semblaient plus anciennes que celles du site 55, indiquant peut-être une occupation du Paléolithique moyen ou même du Paléolithique inférieur, mais démontrer qu'elles avaient été faites par des mains humaines et qu'elles étaient aussi anciennes que présumé s'est avéré difficile. En 1985, Rendell et Dennell ont publié un article dans lequel ils soutenaient que certains des artéfacts de Riwat pouvaient être datés du Paléolithique inférieur, il y a entre 400 000 et 700 000 ans. En 1988, ils ont présenté six artéfacts de type Oldowayen qui, selon eux, avaient jusqu'à deux millions d'années, et représentaient donc la plus ancienne trace humaine connue à l'époque en dehors de l'Afrique,.

## Assemblage lithique
Les outils lithiques oldowayens de Riwat ont été trouvés à la base d'une ravine profondément érodée. L'assemblage lithique se compose de seize outils de pierre taillée en quartzite, constitués de gros éclats taillés à partir d'un nucléus avec peu de préparation. Pour cette raison, ils peuvent être difficiles à distinguer de pierres qui auraient été ébréchées par des processus naturels (des géofacts), tels que le flot d'une rivière ou le roulage sur une pente. Dennell a donc analysé les pierres de Riwat pour les traits caractéristiques d'une modification humaine : marques de percussion et d'ondulation, indiquant qu'une force significative a été appliquée au nucléus en un endroit précis, grand nombre d'éclats taillés à partir du même nucléus, utilisant la majorité de la surface d'origine du nucléus, éclats frappés de différentes directions, et présence de retouches.
Sur la base de cette analyse, il a présenté six pièces qu'il considérait comme susceptibles d'être des artéfacts :
- R001 - un nucléus avec six ou sept enlèvements d'éclats, dans différentes directions, ne laissant que 35 % de la surface d'origine intacte. Il a été trouvé in situ, avec les surfaces taillées incrustées dans le côté du ravin, excluant la possibilité qu'il ait été ébréché après s'être détaché de sa position d'origine.
- R008 – un petit éclat retouché.
- R010 – un petit éclat.
- R011 - un nucléus avec deux enlèvements d'éclats.
- R013 – un gros éclat.
- R014 - un nucléus avec un très gros éclat et sept éclats plus petits enlevés, avec un clair bulbe de percussion.

Sept autres pierres ont été décrites comme étant peut-être de fabrication humaine, mais demeurant incertaines. En 1988, Robin Dennell et son équipe ont revisité Riwat et ont trouvé un autre éclat (R088/1) qu'ils considéraient comme un probable artéfact. Ils ont également pu documenter que sur plus de 1 000 pierres collectées dans le même gisement, aucune n'a été trouvée ébréchée, ce qui indique qu'elles n'ont pas été déposées dans un environnement où des chocs naturels auraient été courants.

## Datation
L'assemblage lithique oldowayen a été daté de 1,9 million d'années par les découvreurs. Cette datation est toutefois contestée parce que les artéfacts n'ont pas été trouvés dans leur contexte d'origine,.
Le nucléus R001 a été trouvé non loin d'un éclat (R88/1) en place dans un conglomérat qui a pu être calé géochronologiquement par le paléomagnétisme et la géologie structurale plissée. Le plissement est antérieur à 2,15 Ma et la zone paléomagnétique correspond à Matuyamaqui débute à 2,58 Ma. Ce nucléus producteur d'éclat en place a donc un âge entre 2,58 Ma et plus de 2,15 Ma, cet âge n'est pas contesté. Les contestations de 2010 sont antérieures aux découvertes de Masol en Inde et de Longgupo en Chine ("Homme de Wushan") dont les datations sont plus anciennes, la présence d'homininés hors d'Afrique n'étant alors pas concevable avant 2 Ma.